# Locoal-Mendon
Locoal-Mendon (bret. Lokoal-Mendon) – miejscowość i gmina we Francji, w regionie Bretania, w departamencie Morbihan.
Według danych na rok 1990 gminę zamieszkiwało 2080 osób, a gęstość zaludnienia wynosiła 52 osoby/km² (wśród 1269 gmin Bretanii Locoal-Mendon plasuje się na 297. miejscu pod względem liczby ludności, natomiast pod względem powierzchni na miejscu 147.).